# Jednist'-2 Płysky
Zasugerowano, aby zintegrować ten artykuł z artykułem Jednist' Płysky (dyskusja). Nie opisano powodu propozycji integracji.
Jedność-2 Płysky (ukr. Футбольний клуб «Єдність-2» Плиски, Futbolnyj Kłub "Jednist'-2" Płysky) – ukraiński klub piłkarski z siedzibą we wsi Płysky, w obwodzie czernihowskim.
Występuje w rozgrywkach ukraińskiej Drugiej Lihi.

## Historia
Drużyna piłkarska Jedność-2 jest drugim zespołem Jedność Płysky, który został założony w miejscowości Płysky.
Zespół występował w rozgrywkach Mistrzostw Ukrainy spośród zespołów amatorskich.
W 2007 klub zdobył Amatorski Puchar Ukrainy i zdobył prawo startować w rozgrywkach Pucharu Ukrainy w sezonie 2008/2009.

## Sukcesy
- zdobywca Amatorskiego Pucharu Ukrainy: 2007

## Inne
- Jedność Płysky